# Île-Molène
Île-Molène (en bretón Molenez, que significa 'isla calva') es una isla, una localidad y una comuna francesa situada en el mar de Iroise, en la región de Bretaña, departamento  de Finisterre, en el distrito de Brest y el cantón de Saint-Renan. La comuna comprende la isla homónima y algunos islotes menores.

## Demografía
| 596 | 527 | 397 | 330 | 277 | 264 |
| Para los censos de 1962 a 1999 la población legal corresponde a la población sin duplicidades (Fuente: INSEE [Consultar]) |     |     |     |     |     |

## Geografía
Molène es una pequeña isla de 1200 m de largo por 800 m de ancho, y es la isla principal del archipiélago de Molène, compuesto de nueve islas (Bannec, Balanec, Molène, Triélen, L’île aux Chrétiens, Quéménès, Litiry, Morgol, Béniguet) y nueve islotes adyacentes. La altitud máxima del archipiélago es de 26 m.
El municipio de Île-Molène incluye la isla de Molène propiamente dicha y el islote de Ledenez Vraz, al que se puede acceder por un istmo intermareal que permanece descubierto en las mareas bajas. Las demás islas del archipiélago pertenecen al municipio de Le Conquet, situado en la costa. La isla de Molène pertenece a la Asociación de las Islas del Poniente, que reagrupa a 15 islas del litoral occidental de Francia.
Se puede acceder mediante barcos todo el año desde los puertos de Brest y de Le Conquet.

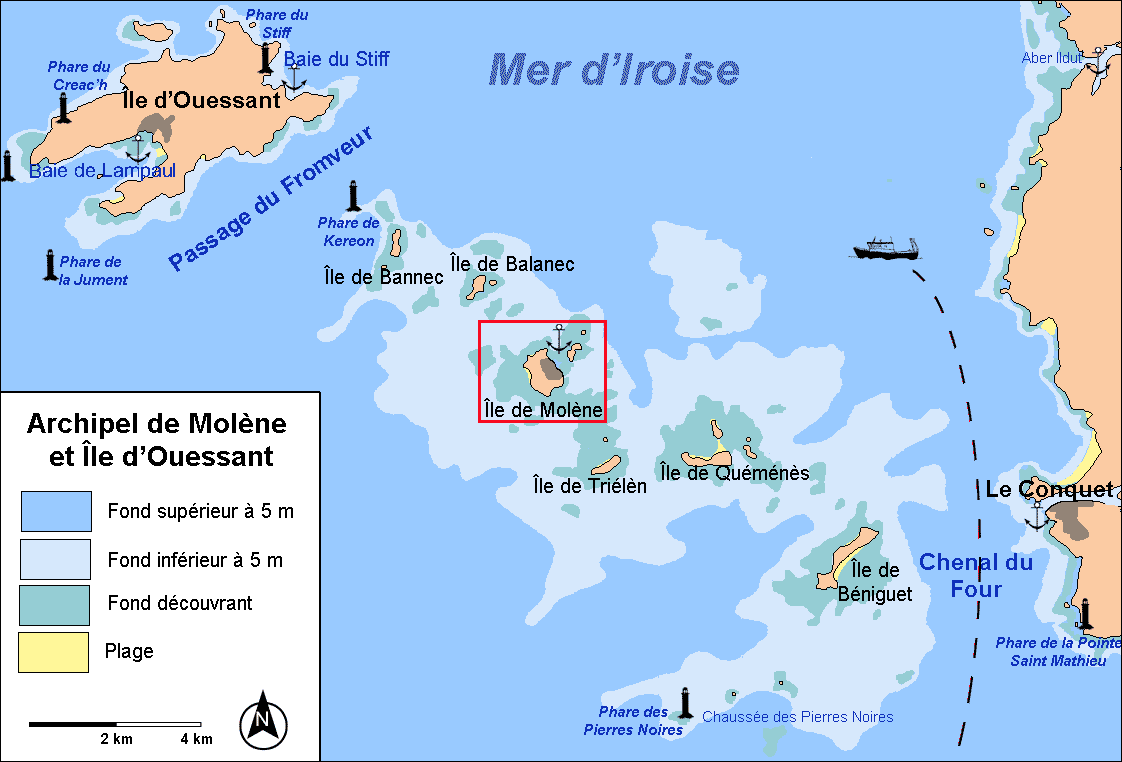
Mapa de localización.

## Protección medioambiental
El archipiélago de Molène es desde 1988 "Reserva de la Biosfera", atribuido por la Unesco. Esta reserva se encuentra en el límite del Parque Regional de Armorique. Molène pertenece también al parque natural Marino de Iroise, creado en 2007. De esta forma se pretende preservar la fragilidad de ciertos lugares que podrían degradarse por sobrexplotación o exceso de frecuentación turística durante la época estival.